# یواس‌اس کاناندی (۱۸۶۲)

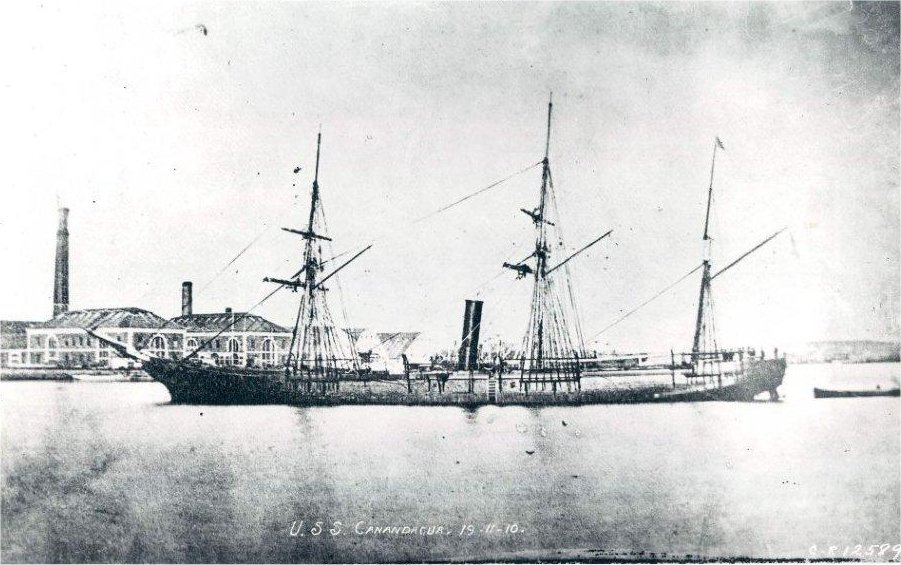
نیروی دریایی ایالات متحده آمریکا یواس‌اس کانادایگوا (1862).

یواس‌اس کاناندی (۱۸۶۲) (به انگلیسی: USS Canandaigua (1862)) یک کشتی جنگی بود که طول آن ۲۲۸ فوت (۶۹ متر) بود. این کشتی در سال ۱۸۶۲ ساخته شد. در سال دوم جنگ داخلی آمریکا توسط نیروی دریایی اتحادیه به دست آمد. پس از جنگ، "کاناداییگوا" حفظ شد و در اروپا و جاهای دیگر مورد استفاده قرار گرفت.
او با اسلحه های سنگین خود (سه تای آنها تفنگدار) و سرعت 10 کیلونیون (12 مایل در ساعت؛ 19 کیلومتر در ساعت)، یک قایق توپدار ایده آل و موفق در محاصره ایالات کنفدراسیون آمریکا بود.